# Kanton Saint-André-2
Saint-André-2 is een kanton van het Franse overzees departement Réunion. Het kanton maakt deel uit van het arrondissement Saint-Benoît. Het telde 38.030 inwoners in 2021.
Het kanton omvat uitsluitend een deel van de gemeente Saint-André.
Bij de herindeling van de kantons ingevolge het decreet van 24 februari 2014 , met uitwerking op 22 maart 2015, werd de indeling van de kantons binnen Saint-André gewijzigd.